# ヴァイバースブルン
ヴァイバースブルン (ドイツ語: Weibersbrunn) は、ドイツ連邦共和国バイエルン州ウンターフランケン行政管区のアシャッフェンブルク郡に属す町村（以下、本項では便宜上「町」と記述する）である。この町はシュペッサルト山地中央部（ホーホシュペッサルト）に位置している。

## 地理

### 位置
ヴァイバースブルンは、フランケン西部、バイエルンのウンターマイン地方、ヴュルツブルクとフランクフルト・アム・マインとの中間に位置している。最寄りの都市はアシャッフェンブルクとロール・アム・マインである。シュペッサルト最高峰は、高さ 586 m のガイアースベルクで、ブライトゾル・バイ・ビシュブルン送信所がある。

### 自治体の構成
ヴァイバースブルンには 3つの地区 (Ortsteil) がある
- ヴァイバースブルン
  - エヒタースプファール
  - ロールブルン

管区 (Gemarkung) はヴァイバースブルン管区のみである。

### 隣接する市町村
ヴァイバースブルンは、北は市町村に属さないローテンブーフの森、東はローテンブーフ、南は市町村に属さないロールブルンの森、西はやはり市町村に属さないヴァルトアシャッフの森（以上、いずれもアシャッフェンブルク郡）と境を接している。

## 地名
ヴァイバースブルンという地名は、その畔にこの集落が形成されたヴァイバースバッハ川の水源に由来する。1713年にこの村は am Weibersbron として土地台帳に記録されている。語尾の brunne は中高ドイツ語で「水源」を意味する。地名の前半はおそらく Wibert という人名に由来している。

## 歴史

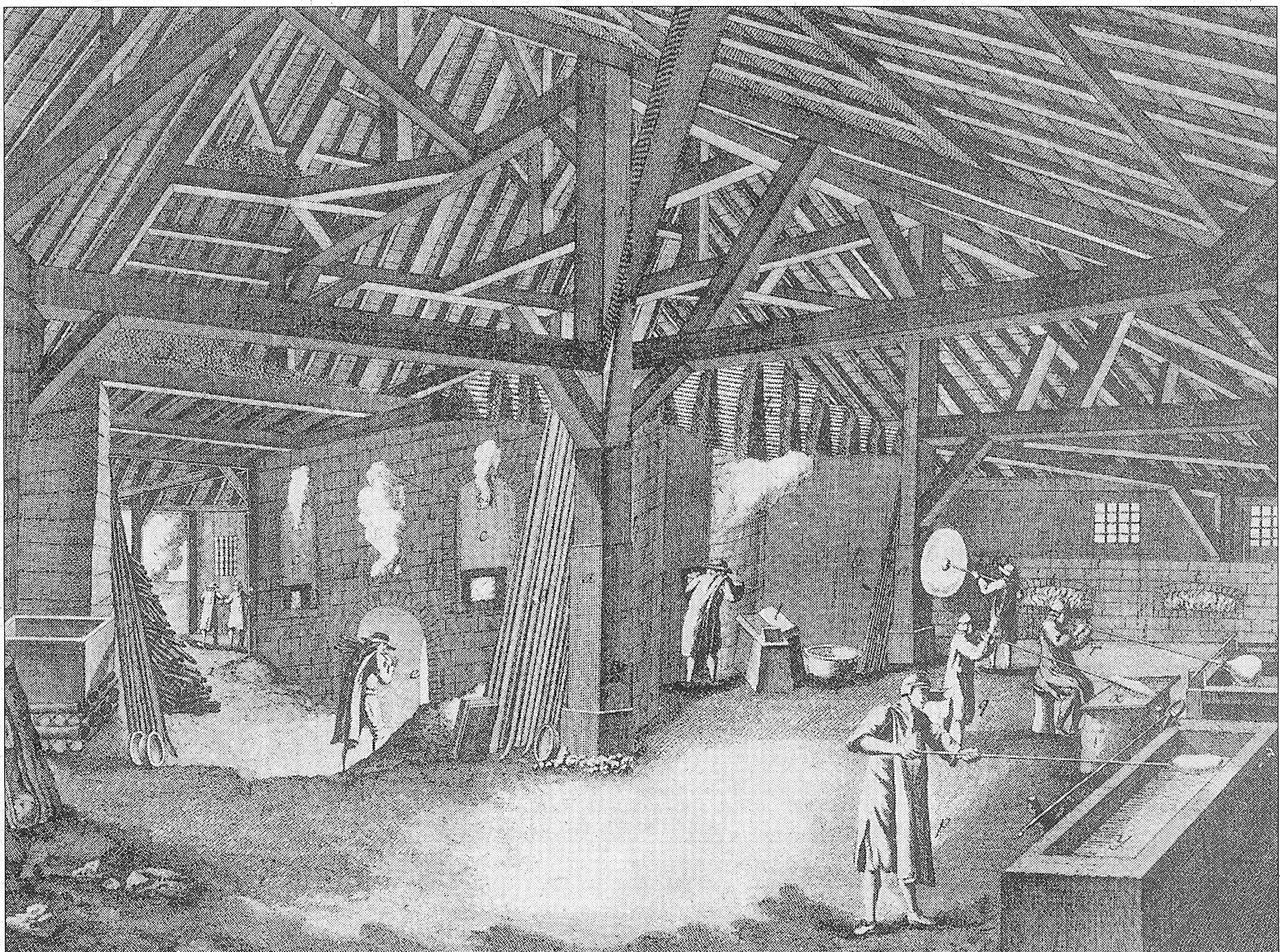
ヴァイバースブルンのガラス工房

ヴァイバースブルン村は、新たに稼働したマインツ選帝侯の鏡工場の所在地として、1706年に建設された。この鏡工場は、ロール・アム・マインとレヒテンバッハのガラス工場の傘下に位置づけられていた。1717年に「ヴァイバースブルン鏡工房」が設立された。1746年に工房の職人たちが、教区教会か、せめて礼拝堂を建設するよう願い出た。
バロック様式の、ガラス製のゴブレットや杯の製造でヴァイバースブルンは近隣で知られるようになった。さらにその後ここで製造された半円形の板ガラス「モントグラス」で国際的に有名になった。
シュペッサルト山地のマインツ選帝侯領は、1803年にアシャッフェンブルク侯国となり、1810年にフランクフルト大公国の一部となった。さらに1814/1816年にオーストリアを経由してバイエルン王国領となった。バイエルンの行政改革に伴う1818年の市町村令によって、現在の自治体が形成された。
1862年7月1日にベツィルクスアムト・アシャッフェンブルクが創設され、ヴァイバースブルンはその管轄下に置かれた。1939年に、ドイツ国全土で「郡」の呼称が用いられることとなった。ヴァイバースブルンは旧アシャッフェンブルク郡の33市町村の一つとなった。この郡は1972年7月1日にアルツェナウ・イン・ウンターフランケン郡と合併し、新たなアシャッフェンブルク郡が発足した。
1977年から1993年まで、ヴァイバースブルンはヴァルトアシャッフおよびローテンブーフとともに行政共同体を形成していた。
この町は2006年に、300年祭を盛大に祝った。

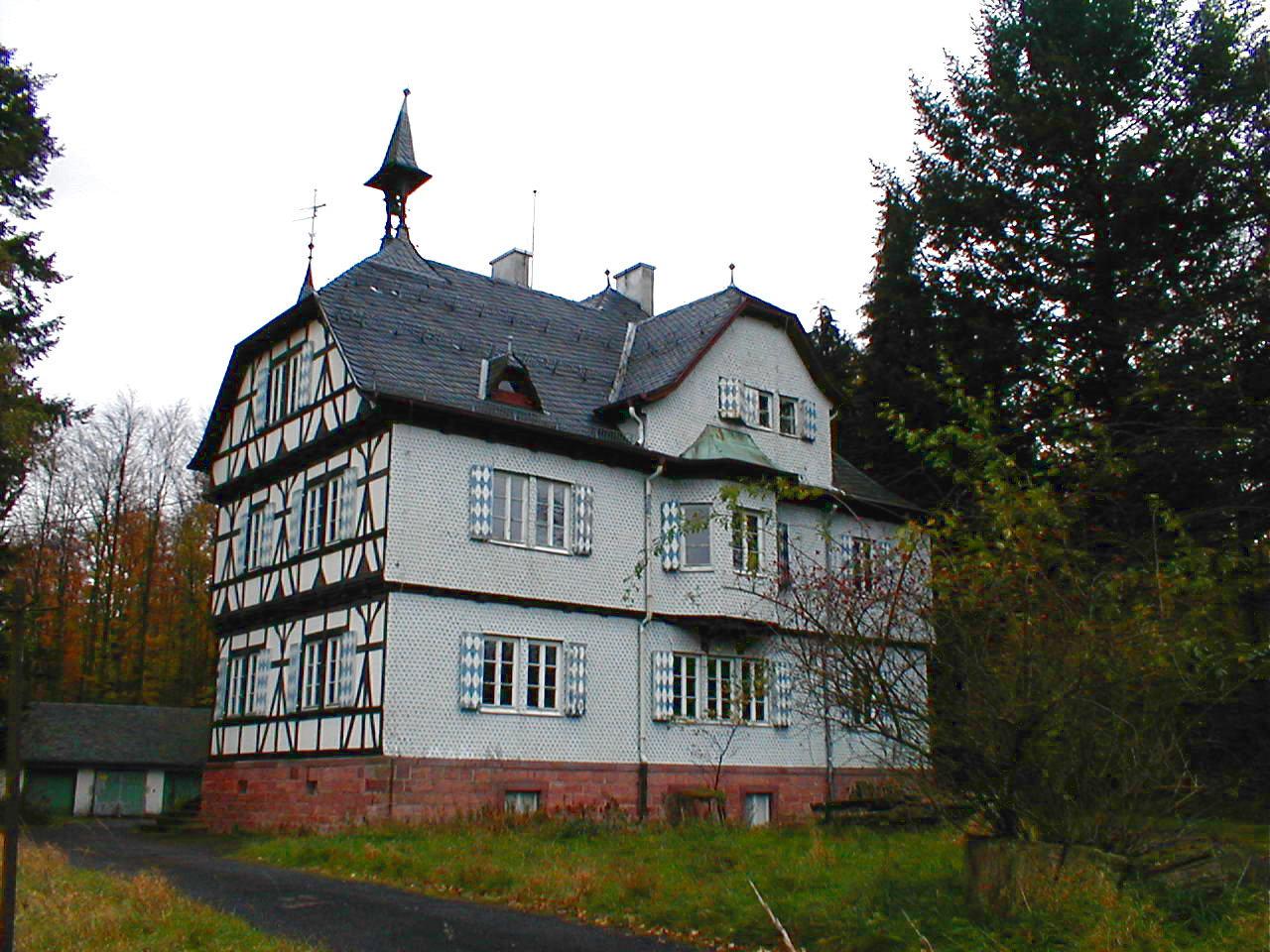
ルイトポルツヘーエ城

### ロールブルン
かつて独立した町村であったロールブルンは、ヴィルヘルム・ハウフの物語「シュペッサルトの森の宿屋」や同名の映画（邦題は『盗賊の森の一夜』）で広く知られている。この集落には1889年に建設されたバイエルンのルイトポルト王子の狩の城ルイトポルツヘーエ城がある。彼は、1886年から1911年までの狩の際に、この城館に滞在した。その向かい側に、ドイツで最も古いブナの木の一つがある。その樹齢は 800年を超えると推定されている。

## 行政

### 議会
ヴァイバースブルンの町議会は、14議席からなる。これは人口 2,001人から 3,000人の町村の議員定数である。町議会議員は、6年ごとに改選される。
町議会では、議員の他に町長が投票権を有している。

### 首長
ヴァイバースブルンの町長は、地元政党の Weibersbrunner Liste に所属するヴァルター・シュレックである。彼は、2014年3月16日の町長選挙で、SPD所属のグーイド・ノルに対して 615票 対 538票で勝利し、町長に選出された。

### 紋章
図柄: 上下二分割。上部はさらに赤字と黒字に左右に分割。向かって左は6本スポークの銀の輪、向かって右は金の縁取りがある銀の鏡。下部は壁で囲まれた銀の泉。波立つ青い水の上に泉の開口部がある。
紋章の歴史: 紋章の上部第1区画（向かって左上）は、1803年の神聖ローマ帝国終焉までこの町が所属していたマインツ選帝侯の銀の輪の紋章（マインツの輪）である。第2区画（向かって右上）には、鏡が描かれている。これは、1698年に現在の町域内に設けられた、レヒテンバッハおよびロール・アム・マインのガラス工房傘下の鏡工場を象徴している。大司教ロタール・フランツ・フォン・シェーンボルンは、そのためにフランスからガラス職人を招いた。彼らは鏡のための板ガラスを生産した。ガラス製造は、レヒテンバッハやロール・アム・マインでは1801年から1803年までの間に操業を停止したが、ヴァイバースブルンでは1864年まで存続した。泉 (Brunnen) は、町名の -brunn にちなんだ語呂合わせである。
町はこの紋章を1971年6月14日から使用している。

## 経済と社会資本
ヴァイバースブルンは、ヴュルツブルク地域やライン＝マイン地方への交通の便がよい場所（連邦アウトバーン A3号線ヴァイバースブルン・インターチェンジ、連邦道 B26号線）であることから、シュペッサルト山地内奥部で人気の住宅地となっている。町内を州道 2308号線が通っている。最寄りの駅は、ヘスバッハ、ハイゲンブリュッケン、ロール・アム・マインにある。最寄りの港はアシャッフェンブルク・バイエルン港である。近郊公共旅客交通としては、アシャッフェンブルクへのバス路線が確保されている。
2013年の一般税収は約 1,226,000 ユーロで、このうち180,000 ユーロが営業税である。

### 経済と農林業
1970年代初めに農業の重要性が低下した後、ヴァイバースブルンは人気の住宅地・レジャー地となった。
2010年現在、農家が1軒ある。

### 教育
以下の施設がある（2014年現在）
- 幼稚園、定員78人
- 基礎課程、中間および本課程学校、教員 4名、児童 63名

## 引用
1. ↑  https://www.statistikdaten.bayern.de/genesis/online?operation=result&code=12411-003r&leerzeilen=false&language=de Genesis-Online-Datenbank des Bayerischen Landesamtes für Statistik Tabelle 12411-003r Fortschreibung des Bevölkerungsstandes: Gemeinden, Stichtag (Einwohnerzahlen auf Grundlage des Zensus 2011)
2. ↑  Bayerische Lnadesbibliothek Online - Weibersbrunn（2015年11月28日 閲覧）
3. ↑  Wolf-Armin Frhr. v. Reitzenstein: Lexikon fränkischer Ortsnamen. Herkunft und Bedeutung. C.H.Beck, München 2009, ISBN 978-3-406-59131-0, S. 235.
4. ↑  バイエルン州統計局: 2014年3月16日のアシャッフェンブルク郡に属す市町村の議会選挙結果（2015年11月28日 閲覧）
5. ↑  Datenbank Bayern-Recht - Gemeindeordnung für den Freistaat Bayern（2015年11月28日 閲覧）
6. ↑  バイエルン州統計局: 2014年の市町村長選挙結果検索ポータル（2015年11月28日 閲覧）
7. ↑  Bayerns Gemeinden - Gemeinde Weibersbrunn（2015年11月28日 閲覧）
8. 1 2 3  バイエルン州統計局: Statistik kommunal 2014 - Gemeinde Weibersbrunn 09 671 157（2015年11月28日 閲覧）